# Limón (canton)
Limón est un canton (deuxième échelon administratif) costaricien de la province de Limón au Costa Rica.

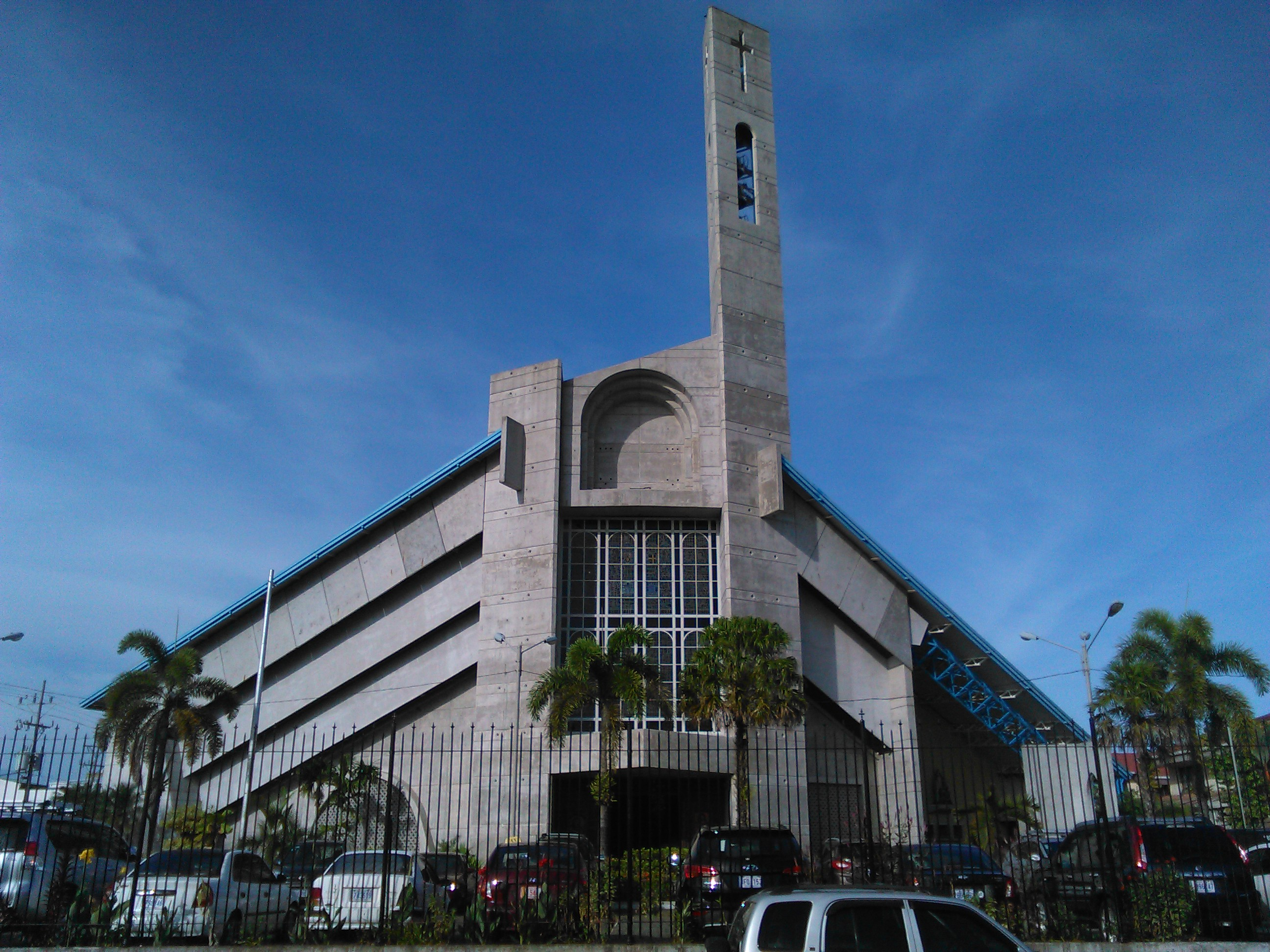
Cathédrale du Sacré-Cœur de Jésus, dans le quartier de Limón.